# Calvine

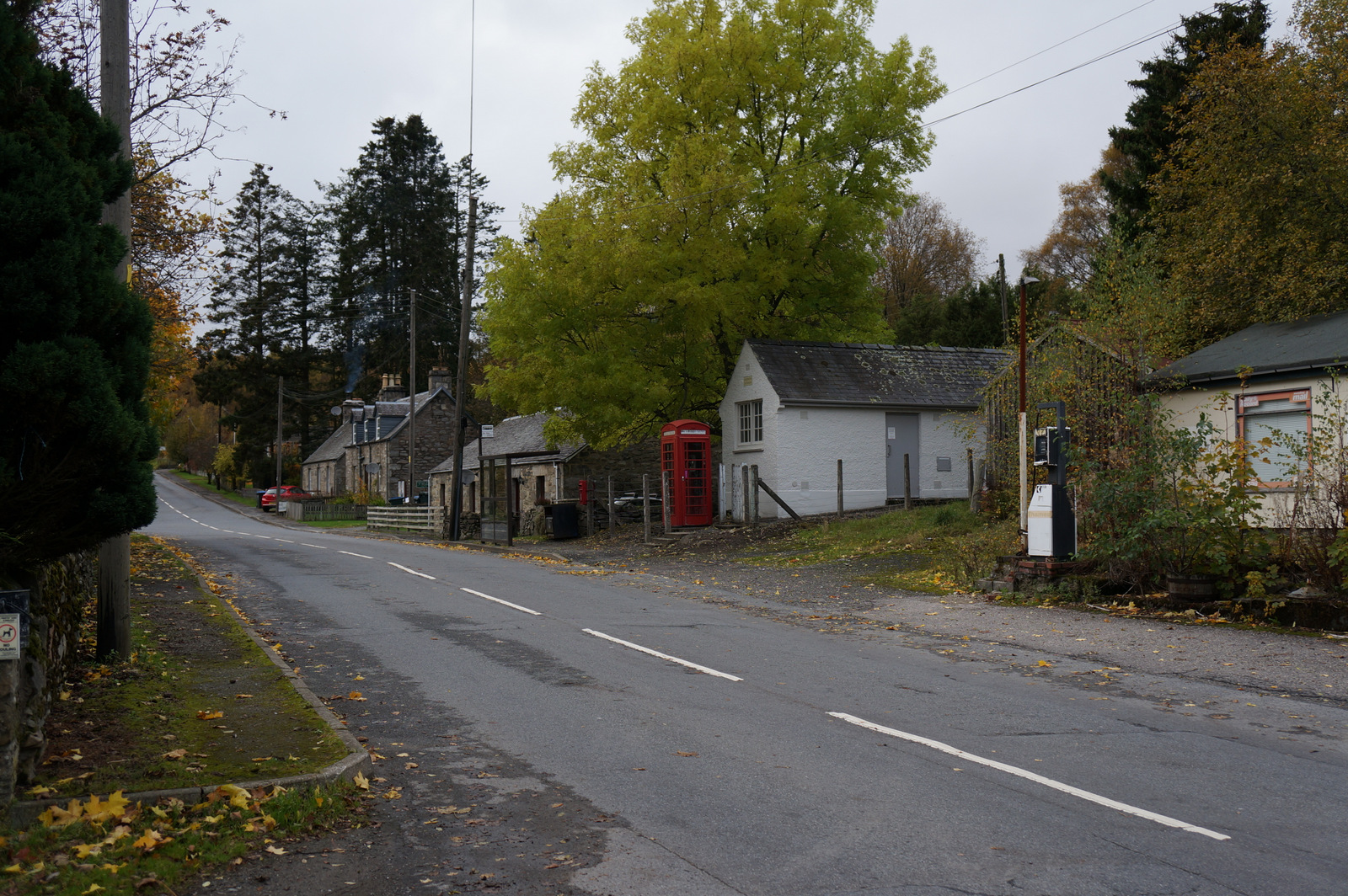
Durchgangsstraße A9 in Calvine

Calvine ist eine Ortschaft, die im Norden von Schottland zwischen Inverness im Nordwesten und Perth im Südosten in der Region Perth and Kinross liegt. Im Rahmen der historischen Gliederung Schottlands in Civil Parishes zählt es zu Blair Atholl, das zu Perthshire gehörte.

## Geographie
Calvine liegt im Tal des Garry, etwas nördlich des linken Ufers und kurz vor der, auf der gegenüberliegenden Seite liegenden Mündung des Errochty Waters. Landschaftlich weiter im Norden beginnt ein Waldgebiet, dessen Zentrum die Falls of Bruar bilden.

## Verkehr
Verkehrstechnisch zu erreichen ist Calvine über die A9, die durch den Norden des Ortes verläuft. Von ihr zweigt, einige Kilometer östlich, in Bruar, die durch den Süden Calvines und weiter in südlicher Richtung nach Kinloch Rannoch führende B 847 ab.
Im Süden begrenzt wird Calvine durch die Highland Main Line, deren nächste noch nutzbare Bahnhöfe im Osten in Blair Atholl und im Westen in Kingussie liegen.